# 阿伦戈宫

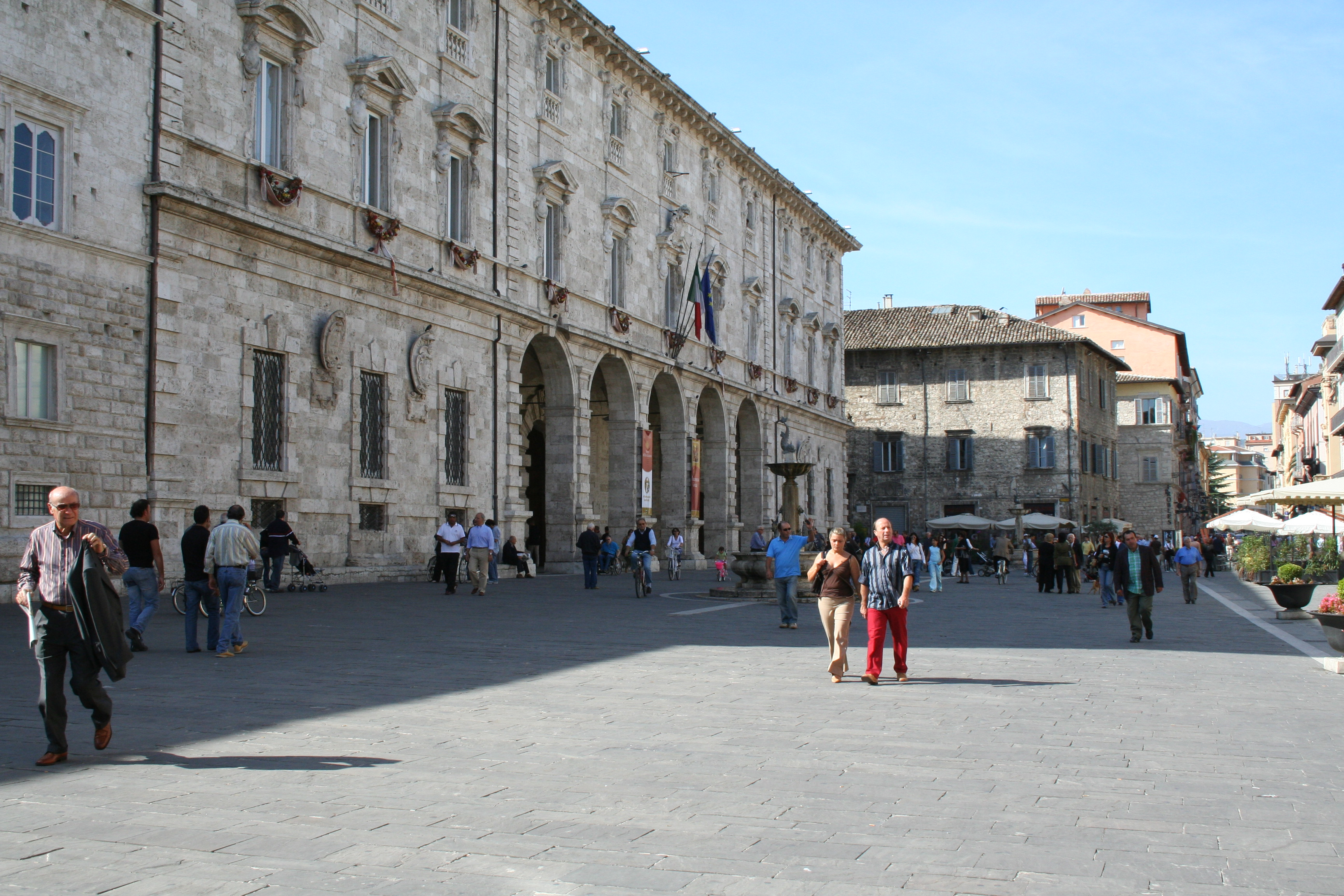

阿伦戈宫（Palazzo dell'Arengo）是一座宏伟的宫殿，位于意大利中部马尔凯阿斯科利皮切诺中心的阿林戈广场或人民议会广场（Piazza dell'Arengo）。阿斯科利皮切诺主教座堂、圣若翰洗礼堂和主教宫的正面也面向广场，广场现在装饰着两个椭圆形喷泉。
该建筑由两座截然不同的建筑融合而成，一座是建于 12 至 14 世纪的市政厅，底层设有粗石凉廊，另一座是建于 12 世纪后期的阿林戈宫。在 15 世纪，这两座宫殿由教廷收购，将其改造成该市教宗总督的所在地，直到 1564 年。 1610 年，洛雷托圣殿的建筑师詹巴蒂斯塔·卡瓦尼亚对这些建筑进行改建，采用了共同的立面，尽管这项工程直到 1695 年才开始，由朱塞佩·乔萨法蒂重新设计，直到 1745 年才完工。
宫殿的立面使用石灰华砌筑，中央是由粗石壁柱支撑的五拱形门廊。一楼和二楼分别使用女像柱和男像柱支撑。13 世纪的主厅有三个中殿，八个开间，十字拱顶，用作司法大厅、市场和储藏室。
原阿林戈宫部分设有市政画廊（Pinacoteca Civica）。这部分建筑在 17 和 18 世纪进行了翻新。该画廊成立于 1861 年，当时由于取缔修会，导致许多艺术品集中于此。 市政厅目前是市长办公室的所在地。